# Le Jour d'après (film, 2017)
Pour les articles homonymes, voir Le Jour d'après et The Day After.
Pour plus de détails, voir Fiche technique et Distribution.
Le Jour d'après (The Day After ; Geu-hu, 그 후) est un film dramatique sud-coréen écrit et réalisé par Hong Sang-soo  et sélectionné au Festival de Cannes 2017.

## Synopsis
Ah-reum est embauchée pour travailler dans la maison d'édition de Bong-wan. Son patron est soupçonné par sa femme d'être infidèle et d'avoir des liaisons. Il ne cesse de penser à la femme que remplace Ah-reum, sa maîtresse qui a démissionné. Elle lui a pourtant envoyé une dernière lettre d'amour que découvre la femme de Bong-wan. Furieuse, cette dernière se rend un jour dans la maison d'édition pour la rencontre de son ami et s'en prend à Ah-reum, persuadée qu'elle est la maîtresse de son mari.

## Fiche technique
- Titre : Le Jour d'après
- Titre original : 그 후 (Geuhu)
- Titre anglais : The Day After
- Réalisation : Hong Sang-soo
- Scénario : Hong Sang-soo
- Photographie : Kim Hyung-koo
- Montage : Hahm Sung-won
- Musique : Hong Sang-soo
- Son : Kim Mir
- Pays d'origine : Corée du Sud
- Langue originale : coréen
- Format : noir et blanc
- Genre : dramatique
- Durée : 92 minutes
- Dates de sortie : 
  - France : 22 mai 2017 (Festival de Cannes)
  - France : 7 juin 2017

## Distribution
- Kim Min-hee : Song Ah-reum
- Kwon Hae-hyo : Kim Bong-wan
- Kim Sae-byuk : Lee Chang-sook
- Cho Yun-hee : Song Hae-joo

## Distinctions

### Sélections
- Festival de Cannes 2017 : en sélection officielle